# 敘利亞-瑪拉巴禮天主教格利揚教區
敘利亞-瑪拉巴禮天主教格利揚教區（拉丁語：Eparchia Callianensis）是東儀天主教的一個教區（敘利亞－瑪拉巴禮），包括印度馬哈拉施特拉邦西部三個專區，受天主教孟買總教區管轄。
1988年4月30日升為教區。2011年有教友85,000名，由178名司鐸名管理106個堂區。現任教區主教為多默·埃拉瓦納爾。